# Sara Danius
Sara Danius (Täby, 5 aprile 1962 – Stoccolma, 12 ottobre 2019) è stata una critica letteraria svedese, entrata a far parte dell'Accademia svedese dal 2013. Dal 1º giugno 2015 al 12 aprile 2018 ne fu anche il segretario permanente.

## Biografia
Si laureò nel 1989, ricevendo un Master of Arts nell'Università di Nottingham. Ottenne poi due dottorati di ricerca: uno nell'Università Duke nel 1997 e uno nel 1999 presso l'università di Uppsala.
Era collaboratrice presso il quotidiano Dagens Nyheter dal 1986 e membro esecutivo presso la Accademia reale svedese di lettere, storia e antichità dal 2010. Inoltre, dal marzo 2013, era membro dell'Accademia svedese (che ogni anno assegna il Premio Nobel per la letteratura) della quale sarebbe poi diventata segretario permanente dal 1º giugno 2015, diventando così la prima donna ad assumere questo ruolo dalla fondazione dell'accademia. Il 12 aprile 2018 rassegnò le dimissioni in seguito allo scandalo di molestie sessuali che aveva coinvolto il fotografo franco-svedese Jean-Claude Arnault, marito di Katarina Frostenson, poetessa e membro dell'accademia dal 1992. Il 26 febbraio 2019 si dimise anche dal suo seggio all'Accademia svedese.
Sposata dal 1989 al 2010 con l'autore Stefan Jonsson, dal quale ebbe un figlio, Leo. È morta il 12 ottobre 2019, per un tumore alla mammella che l'affliggeva da diversi anni. I suoi autori preferiti erano Marcel Proust, Honoré de Balzac e Virginia Woolf.